# Grusbane (tennis)
En grusbane er en af flere forskellige typer tennisbaner. Grusbaner er konstrueret af knust skifer, sten eller mursten. Det røde grus, der primært anvendes i Europa og Sydamerika, er langsommere end det grønne Har-Tru-grus, der primært findes i Nordamerika. French Open er den eneste af de fire grand slam-turneringer, der spilles på grusbaner.
Grusbaner er billigere at anlægge end andre typer tennisbaner, men udgifterne til vedligeholdelse er højere, fordi banerne jævnligt skal tromles for forblive plane. Endvidere skal banerne ofte vandes for at opretholde vandindholdet i gruset. Grønne grusbaner bliver ofte anlagt med en smule hældning, så regnvand kan løbe af banen.
Grusbaner er mere udbredt i det kontinentale Europa og Latinamerika end i USA, Canada og Storbritannien.
Grusbaner adskiller sig fra andre typer baner ved at bolden efterlader et mærke på banen, som kan hjælpe med at afgøre om et givent slag var inde eller ude.

## Spilleegenskaber
Grusbaner bliver anset for "langsomme", sammenlignet med baner med andre underlag, fordi boldenes opspring er højere og langsommere, hvilket gør det mere vanskeligt for spillerne at slå vinderslag. Pointene på grusbaner er som regel længere end på andre typer baner, idet der generelt slås færre vinderslag. Derfor favoriserer grusbaner baglinjespillere, som er stabile og har et stærkt defensivt spil, hvilket bl.a. har tilladt spillere som Rafael Nadal, Björn Borg, Chris Evert og Justine Henin at opnå stor succes ved French Open.
Grusbanespillere bruger bl.a. topspin til at presse deres modspillere og anveder f.eks. fuldt "western grip" for at generere mere topspin. 
Bevægelsesmønstret på grusbaner afdskiller sig fra mønstret på andre typer overflader. Spillerne bevæger sig ofte 1,5-3 meter bag baglinjen, og spil på grus kræver ofte at spilleren er i stand til at glide det sidste stykke hen til bolden under et slag, også kaldet "slide", i modsætning til at løbe og stoppe, som man gør på hardcourt eller græs. De spillere som udmærker sig på grusbaner, men som ikke opnår samme gode resultater på hurtigere underlag, kaldes grusspecialister.

## Grustyper
Der er (mindst) seks forskellige typer grus, hvoraf rødt og grønt grus er de langt mest udbredte. Gult og blåt grus må anses for varianter eller undertyper af rødt grus, mens rødbrunt grus er en variant af grønt grus.

### Rødt grus
Næsten alle røde grusbaner er lavet af knuste mursten, som i komprimeret form udgør underlaget. De knuste mursten bliver derefter dækket af et tynd toplag af andre knuste partikler. Denne type overflade er den mest almindelige i Europa og Latinamerika og anvendes bl.a. på Stade Roland Garros, hvor French Open spilles. Baner af naturligt rødt grus er ret sjældne, fordi de kræver 2-3 dage for at tørre, men de findes f.eks. hos Frick Park Clay Courts in Pittsburgh, et offentligt anlæg, der har været i brug siden 1930.

### Gult grus
Gult grus er en variant af rødt grus. Det højst rangerende turnering, der spilles på dette underlag er ATP Challenger Tour-turneringen Copa Sevilla i Sevilla.

### Blåt grus
Ejeren af turneringen Madrid Masters, den tidligere topspiller Ion Ţiriac, introducerede i 2012 et nyt blåt underlag til turneringen, der tidligere var blevet spillet på traditionelt rødt grus. Ţiriac hævdede, at hans eneste begrundelse for ændringen var den visuelle oplevelse af kampene, både for det blotte øje og for tv, men kritikere antydede, at han kan have været motiveret af at blå er den primære farve for turneringens titelsponsor, Mutua Madrileña. Turneringens direktør, Manuel Santana, havde forsikret, at bortset fra farven havde materialet de samme egenskaber som traditionelt rødt grus. Denne kontroversielle ændring blev kun modvilligt accepteret af spillerne, der bl.a. klagede over at underlaget var for glat.
Efter turneringen besluttede ATP's bestyrelse at forbyde blåt grus ved turneringerne på ATP World Tour i 2013, fordi banerne ikke havde været tilstrækkeligt sikre og fair. Derfor vendte turneringen i Madrid i 2013 tilbage til traditionelt rødt grus.

### Grønt grus
Grønt grus, Har-Tru eller "amerikansk" grus minder om rødt grus. Forskellen er, at det består af knust basalt i stedet for mursten, hvilket gør overfladen en smule hårdere og hurtigere. Underlaget består af komprimeret grønt grus, som dækkes af et tyndt toplag. Denne type baner findes i alle 50 stater i USA men er mest udbredt i de østlige og sydlige dele af landet. I dele af det sydøstlige USA langs den Mexicanske Golf kaldes denne type baner også "rubico".
WTA-turneringen Family Circle Cup i Charleston, South Carolina bliver spillet på grønt grus.

### Rødbrunt grus
Rødbrunt grus er en variant af grønt grus. ATP-turneringen U.S. Men's Clay Court Championships i Houston, Texas er siden 2008 blevet spillet på rødbrunt grus.

### Gråt grus
Gråt grus er lavet af naturligt grus fra undergrunden. Det skal holdes fugtigt og kan blive til pulver, hvis det tørrer helt ud. På overfladen spredes små sten for at muliggøre, at spilleren glider hen til bolden.

### En tout cas
I 1909 blev et underlag af knust mursten, "En Tout Cas", introduceret af et britisk firma som løsning på problemet med dræning af grusbaner. En tout cas-banerne, der også kaldes "fast-dry" eller "continental clay", blev udbredt i Europa i 1920'erne. Og i 1930'erne blev En-Tout-Cas-baner bl.a. anvendt i Davis Cup og French Open.
En En-Toot-Cas-bane har nogenlunde samme egenskaber som en grusbane på trods af dens mere grynede udseende. Underlaget af knust mursten tillader mere vand at løbe gennem materialet, hvilket betyder at banen tørrer hurtigere efter eksempelvis regnvejr. I Frankrig, Spanien og Italien var "fast-dry"-underlagene almindeligvis tyndere og bestod af pulveriserede mursten eller rødt sand, hvilket fik disse baner til at fremstå tættere på underlag af naturgrus. I Victoria, Australien, er grusbaner hovedsageligt En Tout Cas-baner.

## Spillere
Rafael Nadal er pt. den mest vindende spiller på grus. Han har pr. 2017 vundet ti herresingletitler ved French Open. Fra hans debut i French Open 2005 til og med French Open 2014 tabte han kun én kamp ved mesterskabet – i 2009, da han tabte til Robin Söderling i fjerde runde. Nadal er indehaver af rekorden som herrespilleren med flest sejre i træk på samme underlag i den åbne æra: 81 sejre i træk på grus fra april 2005 til maj 2007.
De mest fremgangsrige fortsat aktive kvinder på grus er Marija Sjarapova, som nåede frem til finalen i French Open tre år i træk i 2012-2014, hvoraf hun vandt to gange (i 2012 og 2014) og Serena Williams, som vandt turneringen i 2002 og 2013. Siden 2012 har Sjarapova opbygget en statistik på 55 sejre og kun 4 nederlag på dette underlag. Serena opnåede en stime på 28 sejre i træk på grus i 2013.
Historisk set er Margaret Court, Chris Evert, Justine Henin, Guillermo Vilas, Björn Borg, Ivan Lendl, Mats Wilander, Monica Seles, Steffi Graf, Arantxa Sánchez Vicario og Gustavo Kuerten blandt de mest succesfulde grusspillere.
Henin og Helen Wills Moody deler rekorden for flest vundne sæt i træk ved French Open, idet begge har vundet 40 sæt i træk, men belgieren er eneindehaver af rekorden i den åbne æra.
Justine Henin og Monica Seles deler rekorden for flest damesingletitler i træk ved French Open i den åbne æra. Seles vandt tre titler i træk fra 1990 til 1992, mens Henins tre titler blev vundet fra 2005 til 2007.
Chris Evert er indehaver af rekorden for flest sejre i træk på grus i den åbne æra. Fra august 1973 til 12. maj 1979 vandt hun 125 gruskampe i træk. I løbet af denne periode afstod Evert imidlertid fra at spille French Open tre gange i 1976-78 for i stedet at deltage i World Team Tennis. I tiden inden den åbne æra spillede Suzanne Lenglen i 1919–26 ca. 250 singlekampe på grus, hvoraf hun vandt hver eneste uden tab af sæt.
Guillermo Vilas havde længe rekorden for flest titler vundet på grus i den åbne æra med 49, heraf én French Open samt US Open 1977, der det år blev spillet på grus, men i 2017 blev denne rekord slået af Rafael Nadal, som (pr. 18. maj 2018) har rekorden med 55 grustitler. Før den åbne æra vandt Jaroslav Drobný ca. 90 grustitler, mens Tony Wilding vandt 77 grustitler. Thomas Muster bliver også betragtet som en fremgangsrig grusspiller. Han vandt imidlertid kun French Open én gang, men 40 ud af hans 44 titler i løbet af karrieren blev vundet på grus.

### Grusspecialister
En grusspecialist er en tennisspiller, der opnår bedre resultater i turneringer spillet på grusbaner end i turneringer på andre underlag såsom hardcourt eller græs. Betegnelsen anvendes primær på professionalle spillere frem for på motionister.
Nutidens grusspecialister er også kendt for at spille med lange, skruede grundslag, især med kraftig topspin, der er mindre effektiv på hurtigere underlag, hvor boldenes opspring er lavere end på grus. Det skyldes til dels også udviklingen i ketcherteknologi. Grusspecialister udnytter også i højere grad end andre spillere muligheden for at "slide" det sidste stykke vej hen til bolden. Mange af dem er også dygtige til at slå stopbolde, som kan være effektive fordi dueller på grus ofte efterlader spillerne langt bag baglinjen. Endelig kræver de lange point også stor mental fokus og fysisk udholdende af spillerne.
Der er ikke nogen fast definition af en "grusspecialist", men nogle placerer spillere som Thomas Muster, Sergi Bruguera, Gustavo Kuerten og Juan Carlos Ferrero i den kategori, selvom disse spillere også har vundet turneringer, herunder Masters Series-turneringer, på andre underlag. Men eftersom disse spillere kun vandt grand slam-turneringer i Paris, falder de til tider i denne kategori af spillere. Andre spillere som f.eks. Sergi Bruguera, Albert Costa og Gastón Gaudio var French Open-mestre og vandt alle eller næsten alle titlerne i deres karriere på grus. I modsætning til mændene findes der blandt kvinderne ikke så mange spillere, der næsten udelukkende har opnået succes på grus. Virginia Ruzici, Anastasia Myskina, Iva Majoli, Sue Barker, Ana Ivanovic og Francesca Schiavone er de eneste grand slam-vindere blandt kvinderne, som kun har vundet French Open i den åbne æra.
I de senere år har grusspecialister med nogen succes satset på at spille bedre på andre underlag. Juan Carlos Ferrero nåede finalien i US Open 2003, samme år som han vandt French Open, og har også vundet hardcourt-turneringer. Nadal blev anset for at være grusspecialist, indtil han nåede fem Wimbledon-finaler på græs, vandt Australian Open på hardcourt i 2009, vandt OL-guld på hardcourt i 2008, fuldendte sin karriere-grand slam ved US Open 2010 og vandt ni Masters-titler på hardcourt.

## Professionelle turneringer på grus
Den professionelle grussæson består af flere turneringer end den korte græssæson men er til gengæld kortere end hardcourt-sæsonen. Der er tre perioder i løbet af året med grusturneringer. Den første er vintergrussæsonen, der finder sted i februar efter Australian Open og før de store turneringer i Indian Wells og Miami. I denne periode spilles der udelukkende turneringer i Sydamerika. ATP World Tour har fire grusturneringer på kalenderen i denne periode, mens WTA Tour kun har én – den kombinerede ATP/WTA-turnering i Rio de Janeiro.
Den anden periode er den lange forårssæson, der starter i Amerika, inden den bevæger sig til Marokko og Europa, og som kulminerer i slutningen af maj med French Open. Den bliver spillet over ca. 10 uger i april og maj, og begynder efter Miami Open. I modsætning til de to andre perioder med grusturneringer, bliver der i denne periode ikke også spillet hardcourt-turneringer.
Den tredje periode er sommersæsonen, der bliver spilet i Europa efter Wimbledon-mesterskaberne. Den foregår i løbet af juli, og turneringerne mod slutningen af perioden har konkurrence fra de første af hardcourt-turneringerne i US Open Series.
Nedenstående oversigt over turneringer tager udgangspunkt i sæsonen 2015.

### Vintersæsonen
Vintersæsonen bliver spillet i februar mellem Australian Open og Indian Wells Masters.
| Uge | ATP World Tour                     | WTA Tour                           |
| --- | ---------------------------------- | ---------------------------------- |
| 5   | Ecuador Open Quito, Ecuador        | Ingen                              |
| 6   | Brasil Open São Paulo, Brasilien   | Ingen                              |
| 7   | Rio Open Rio de Janeiro, Brasilien | Rio Open Rio de Janeiro, Brasilien |
| 8   | Copa Claro Buenos Aires, Argentina | Ingen                              |

### Forårssæsonen
Forårssæsonen på grus starter i slutningen af marts efter Miami Masters, og sæsonen kulminerer med French Open, der starter i slutningen af maj.
| Uge | ATP World Tour                                                                            | WTA Tour                                          |
| --- | ----------------------------------------------------------------------------------------- | ------------------------------------------------- |
| 14  | Grand Prix Hassan II Casablanca, Marokko U.S. Men's Clay Court Championships Houston, USA | Family Circle Cup Charleston, USA                 |
| 15  | Monte Carlo Masters Roquebrune-Cap-Martin, Frankrig                                       | Copa Colsanitas Bogotá, Colombia                  |
| 16  | Barcelona Open Barcelona, Spanien Năstase Țiriac Trophy Bukarest, Rumænien                | Marrakech Grand Prix Marrakech, Marokko           |
| 17  | Portugal Open Oeiras, Portugal                                                            | Portugal Open Oeiras, Portugal                    |
| 17  | BMW Open München, Tyskland Istanbul Open Istanbul, Tyrkiet                                |                                                   |
| 18  | Madrid Open Madrid, Spanien                                                               | Madrid Open Madrid, Spanien                       |
| 19  | Internazionali d'Italia Rom, Italien                                                      | Internazionali d'Italia Rom, Italien              |
| 20  | Düsseldorf Open Düsseldorf, Tyskland Open de Nice Côte d'Azur Nice, Frankrig              | Internationaux de Strasbourg Strasbourg, Frankrig |
| 21  | French Open Paris, Frankrig                                                               | French Open Paris, Frankrig                       |
| 22  | French Open Paris, Frankrig                                                               | French Open Paris, Frankrig                       |

### Sommersæsonen
Efter Wimbledon-mesterskaberne afvikles nogle få grusturneringer, inden den amerikanske hardcourt-sæson begynder.
| Uge | ATP World Tour                                           | WTA Tour                                                       |
| --- | -------------------------------------------------------- | -------------------------------------------------------------- |
| 28  | Ingen                                                    | Bucharest Open Bukarest, Rumænien Swedish Open Båstad, Sverige |
| 29  | Swedish Open Båstad, Sverige Croatia Open Umag, Kroatien | Gastein Ladies Bad Gastein, Østrig                             |
| 30  | German Open Hamburg, Tyskland Swiss Open Gstaad, Schweiz | Ingen                                                          |
| 31  | Austrian Open Kitzbühel Kitzbühel, Østrig                | Ingen                                                          |